# Exoterismo

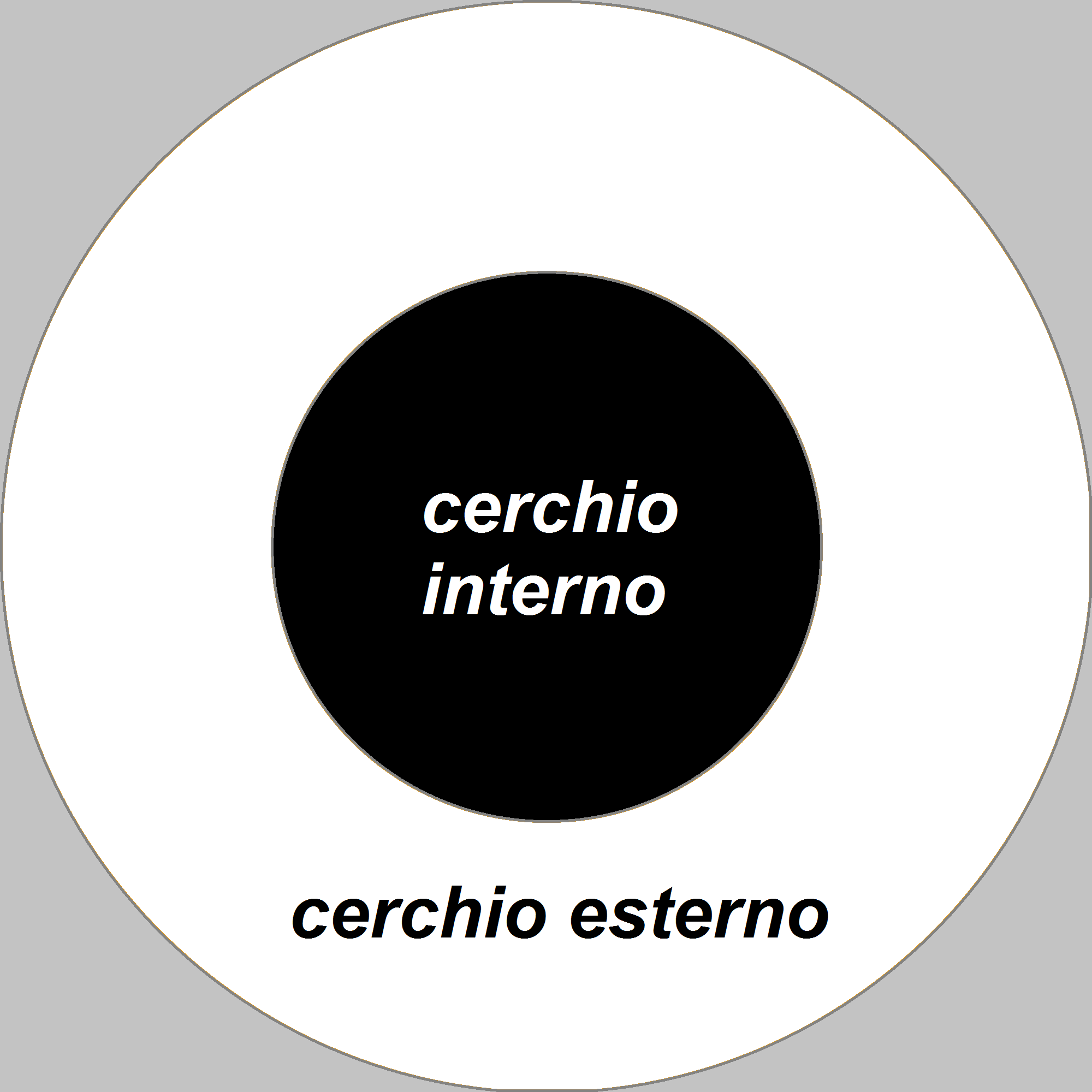
A differenza dell'esoterismo, assimiblabile a un nucleo di verità collocato in un cerchio interno più nascosto, l'exoterismo corrisponde alla sua manifestazione profana rappresentata da quello esterno

L'exoterismo o essoterismo (dal greco exoterikos, esterno) è una forma di religiosità che non si avvale di riti iniziatori, e ha pertanto una valenza pubblica, essendo accessibile alle genti profane anche al di fuori di pratiche religiose o di complessi dottrinari.
Spesso è basato su simboli esteriori di cui non si conosce ancora il significato; si contrappone a esoterismo, per accedere al quale viceversa è richiesta una forma di sapere approfondito, di carattere sacro, solitamente appannaggio di una cerchia ristretta come nei culti misterici.
Carattere exoterico ed esoterico possono tuttavia coesistere in una medesima dottrina: invece di escludersi, spesso ne rappresentano i due versanti complementari. Un rito o una tradizione può presentare una componente esoterica e una essoterica; oppure al medesimo insegnamento può essere data un'interpretazione essoterica in termini fideistici o religiosi, aperta a tutti, e una più profonda esoterica, in cui esso acquista il significato di un sistema simbolico.